# Милчо Манчевски
Милчо Манчевски е македонски филмов режисьор и сценарист.

## Биография
Манчевски започва висшето си образование във Философския факултет на Скопския университет със специалност „История на изкуството и археология“. Продължава обучението си в САЩ и през 1983 г. се дипломира във Факултета за филм и фотография към Университета на Южен Илинойс.
Манчевски е автор на книгата „Духът на майка ми“ („Духот на мајка ми“), издадена в Ню Йорк, на текстове на песни за групата Бастион, сценарии за музикални клипове и реклами, а се изявява и като актьор в няколко късометражни филма.
От 1985 до 1991 г. работи в Ню Йорк като оператор на документални филми, монтажист на филми, асистент-сценарист, асистент-осветител и помощник-режисьор. Също така той режисира редица музикални видеоклипове, най-известният сред които е този към песента „Tennessee“ („Тенеси“) на групата Арестид Дивелъпмънт. Видеоклипът печели наградата на МТВ за „Най-добър видеоклип към рап-песен“ и музикалната награда на „Билборд“ за най-добър видеоклип в категорията „Поп/рок дебют“. Списание „Ролинг Стоун“ включва клипа в своя списък на 100-те най-добри видеоклипа за всички времена.
От 1994 г. Манчевски сътрудничи като режисьор по проекти за всички седем холивудски студия.
През 1995 г. Кинотеката на Болоня, Италия, организира първия преглед на работата на Манчевски.
Манчевски е автор на повече от шестдесет филма: къси, игрални и документални филми, видео-клипове, рекламодатели и игрални филми. Сценарист и режисьор на филмите: „Преди дъжда“ (1994), „Прашина“ (2001), „Сенки“ (2007), „Майки“ (2010), „Bikini Moon“ (2017), реклами, музикални клипове и др. Също така Манчевски се появява като актьор в няколко късометражни филма, в два игрални филма и в една театрална пиеса.
Манчевски е носител е на множество награди. Неговият филм „Преди дъжда“ печели номинация за Оскар за най-добър чуждестранен филм, награда „Златен лъв“ за най-добър филм на Фестивала във Венеция, награда „Златен Чарли“ от Фестивала в Монс, Белгия, както и Голямата награда на Фестивала на фестивалите в Санкт Петербург. За филма „Преди дъжда“ Манчевски получава още наградата „11 октомври“ и други награди за филмово изкуство.
През 2008 година Манчевски създава най-амбициозния си и може би един от най-добрите македонски филми – „Сенки“ – история за духове и загадъчна любов. Член е на Македонския ПЕН център.